# Aechmea alegrensis
Aechmea alegrensis är en gräsväxtart som beskrevs av Wilhelm Weber. Aechmea alegrensis ingår i släktet Aechmea och familjen Bromeliaceae. Inga underarter finns listade i Catalogue of Life.